# El décimo hombre
El décimo hombre (en el original, The Tenth Man, traducción al español de Jaime Zulaika) es una novela escrita por el autor británico Graham Greene en 1985.

## Sinopsis
El drama se ambienta en el período inmediatamente posterior a la Segunda Guerra Mundial en Francia. Durante la guerra, los alemanes deciden, en un campo de prisioneros, ejecutar a uno de cada diez hombres, siendo el elegido seleccionado mediante el azar. Sin embargo, uno de los escogidos, Chavel, millonario, compra su vida a un hombre que se ofrece como voluntario para morir en su lugar a cambio de todas sus posesiones, con la esperanza de que así su familia se beneficie de su muerte. Después de terminar la guerra, Chavel, aún atormentado a causa de su acción, va a visitar de incógnito sus antiguas propiedades, donde se halla la familia del hombre que decidió morir por él.
Una historia que enfoca el drama y la angustia psicológica del hombre ante su pasado y su presente, los remordimientos y los sacrificios que hacemos y si éstos son lícitos o no.

## Adaptaciones
En 1988, Jack Gold dirigió una versión para televisión de esta novela, contando como intérpretes a Anthony Hopkins, Kristin Scott Thomas y Derek Jacobi.